# Polyacanthonotus rissoanus
Polyacanthonotus rissoanus (de Filippi & Vérany, 1857) è un pesce osseo marino della famiglia Notacanthidae.

## Distribuzione e habitat
Si trova nell'oceano Atlantico sia occidentale (dalla Baia di Baffin e lo Stretto di Davis fino alla Carolina del Nord) che orientale (tra l'Irlanda e il Sudafrica, con qualche segnalazione dall'Islanda). Si incontra anche nel mar Mediterraneo, compresi i mari italiani.
È un pesce abissale che vive a grandi profondità. Si trova di solito più in profondità del notacanto, che è più comune.

## Descrizione
Abbastanza simile al Notacanthus bonaparte, se ne distingue sia per l'aspetto più allungato con testa e occhi più piccoli che per il muso molto più allungato, con bocca situata più avanti degli occhi. Le spine che sostituiscono la pinna dorsale sono molto più numerose.
Il colore dell'animale vivo non è noto, quello degli individui morti è bianvastro con sfumature brune sui fianchi e azzurre sul ventre. Anche la testa può avere chiazze di colore azzurrastro, specie sul muso, attorno agli occhi e sugli opercoli branchiali.
Misura fino a 23 cm.

## Biologia
Ignota.